# Myrcia adenophylla
Myrcia adenophylla là một loài thực vật có hoa trong Họ Đào kim nương. Loài này được M.L.Kawas. & B.Holst mô tả khoa học đầu tiên năm 2005.